# 愛國者體育場 (印尼)
愛國者體育場是一座位於印尼西爪哇省勿加泗的綜合性體育場，常用於舉行足球賽事，可容納30000人。體育場為2018年亞洲運動會男子足球比賽比賽場館之一。
2017年印尼超級聯賽，巴揚卡拉足球會和佩斯查雅加達使用本體育場作為主場。